# Sigma-Faktoren
Sigma-Faktoren (σ-Faktoren) sind bakterielle Proteine, welche für die Initiation der Transkription notwendig sind.
In der Regel sind Sigma-Faktoren in der Zelle an die RNA-Polymerase gebunden. Eine vollständige bakterielle Polymerase mit gebundenem Sigma-Faktor wird oft auch als Holoenzym bezeichnet. Sie besteht aus sechs Untereinheiten (α2ββ’ωσ). Das Minimal- oder Coreenzym dagegen ist nicht an die σ-Untereinheit gebunden. In anderen Zusammenhängen ist die Bedeutung von Holoenzym allerdings oft eine andere.
Sigma-Faktoren weisen eine hohe Affinität zur Pribnow-Box und der -35-Sequenz des Promotors auf. Damit erhöht sie die Bindewahrscheinlichkeit des Polymerase-Holoenzyms an die Startstelle des offenen Leserahmens der DNA. Auch ohne Sigma-Faktor kann die RNA-Polymerase an die DNA binden, doch es kommt nicht zur Transkription. Wenn das Polymerase-Holoenzym den offenen Komplex bildet und die Transkription beginnt, wird der Sigma-Faktor abgespalten.
Abhängig von den Umweltbedingungen exprimieren Bakterien in der Regel mehrere verschiedene Sigma-Faktoren, die im Allgemeinen unterschiedliche Promotorspezifitäten aufweisen. Hierdurch wird die Transkription spezieller Gene zur Anpassung an die Umweltbedingungen vermittelt. Es sind zwei Klassen von Sigma-Faktoren bekannt. Eine Klasse mit vielen Vertretern weist Homologien zum Faktor Sigma-70 der Bakterienspezies Escherichia coli auf. Eine kleinere Familie – bei den meisten Bakterien mit nur einem einzigen Vertreter – ist homolog zum E. coli-Faktor Sigma-54. Diese unterscheidet sich sowohl strukturell als auch im Mechanismus der Transkriptionsinitiation stark von der Sigma-70-Familie. Sigma-Faktoren werden durch ihre Molekülmasse charakterisiert. Der Faktor σ70 zum Beispiel beschreibt den Sigma-Faktor mit einer Molekülmasse von 70 kDa.
Sigma-Faktoren aus E. coli:
| Sigma-Faktor | Gen  | Erkennungssequenz (-35) | Erkennungssequenz (-10) | Expression                 |
| ------------ | ---- | ----------------------- | ----------------------- | -------------------------- |
| σ70          | rpoD | TTGACA                  | TATAATg                 | unter normalen Bedingungen |
| σ32          | rpoH | CTTGAAA                 | CCCCATNT                | bei Hitzestress            |
| σ54          | rpoN | CTGGCAC                 | TTGCA                   | bei Stickstoffmangel       |
| σ28          | rpoF | TAAA                    | GCCGATAA                | Flagellenexpression        |
| σ38          | rpoS | CCGGCG                  |                         | generelle Stressantwort    |
| σ19          | FecI | AAGGAAAAT               |                         | Eisentransport             |
| σ24          | rpoE | GAACTT                  | TCTGA                   | bei Zellhüllstress         |

- Sigma 70 ist der Haushalts- (Housekeeping-) Sigma-Faktor von E. coli, der die Transkription jener Gene einleitet, deren Genprodukte unter gewöhnlichen Umweltbedingungen benötigt werden.

- Sigma 32 ist der Hitzeschock-Sigma-Faktor in E. coli, der vom Gen rpoH codiert wird. Erhöht sich die Temperatur in der Zelle, wird der Faktor vermehrt synthetisiert. Durch die erhöhte Sigma-32-Konzentration in der Zelle bindet das Protein mit hoher Wahrscheinlichkeit an das Polymerase-Core-Enzym. Dadurch werden Hitzeschockproteine exprimiert, die der Zelle helfen, die erhöhten Temperaturen zu überleben. Zu ihnen gehören zum Beispiel Chaperone, Proteasen und DNA-Reparaturenzyme.

- Sigma 54 wird durch das Gen rpoN codiert und bei Stickstoffmangel hergestellt. Das Sigma 54-Holoenzym aktiviert unter anderem die Expression der Glutaminsynthetase, die das Schlüsselenzym für die Stickstoff-Assimilierung darstellt.

- Sigma 38 ist der Sigma-Faktor der generellen Stressantwort in E. coli. Bei Stressfaktoren wie Kohlenstoffmangel, Aminosäuremangel oder Übersäuerung wird die Sigma 38-Expression hochreguliert. Dies ist zum Beispiel der Fall, wenn eine Bakterienkultur in die stationäre Phase übergeht. Unter Sigma 38 werden Proteine exprimiert, die die Zelle vor schädigenden Umwelteinflüssen schützen.